# Нібулон (завод)
ТОВ Суднобудівно-судноремонтний завод «НІБУЛОН» — українське суднобудівне підприємство в Миколаєві.

## Історія
Завод виник 1986 року на базі майстерень Миколаївського морського торговельного порту, займався судноремонтом. З 1933 року будує несамохідні баржі, плавучі причали, ліхтери, металоконструкції для гідротехнічних споруд на замовлення підприємств колишнього СРСР, що займались будівництвом портів і гідротехнічних споруд.
На початку 90-х років підприємство починає будівництво яхт. Тут були побудовані дві однотипні парусно-моторні шхуни типу AQUATON-88 (завдовжки 26,7 м), що стали першими мегаяхтами, побудованими на території не лише України, а й всього колишнього СРСР. Одна з цих яхт служить навчальною шхуною у складі військово-морських сил Іспанії. В цей же час завод за підтримки уряду України та фінансування за рахунок коштів Інноваційного фонду будує невеликі риболовецькі судна для рибодобувних підприємств регіону Чорного та Азовського морів. На замовлення клієнтів, що придбали старі списані військові катери завод проводить їхній ремонт, модернізацію та реновацію. Одночасно на заводі налагоджується виробництво і установка меблів для яхт, в тому числі і з цінних пород дерева.
У 1995 році на заводі відбулася приватизація та реорганізація у відкрите акціонерне товариство. Починається виробництво вітрильних, вітрильно-моторних яхт і катерів різного призначення із сталі, пластика і алюмінієвого сплаву. З 2000 року будівництво яхт стає основним видом діяльності підприємства.
У 2000 відбувається ребрендинг підприємства у ВАТ "Суднобудівний завод «Лиман». Завод починає приймати замовлення на будівництво яхт довжиною більше 30 метрів зі сталі і алюмінієвого сплаву. Закладка першої парусної мегаяхти представницького класу відбувається влітку 2002 року.
Зважаючи на нову стратегію компанії «НІБУЛОН» (засновник Олексій Вадатурський, власник Андрій Вадатурський) із розвитку перевезень сільськогосподарської продукції по річках Дніпро та Південний Буг, підприємство почало створювати власний торговельний флот. Деякий час «НІБУЛОН» замовляв буксири та несамохідні баржі на інших суднобудівних підприємствах, зокрема на миколаївському заводі «Океан».
У серпні 2012 року компанія «НІБУЛОН» придбала основні фонди та майновий комплекс миколаївського суднобудівного заводу «Лиман» та створила на його базі новий підрозділ компанії — суднобудівно-судноремонтний завод «НІБУЛОН». Було проведено реконструкцію та модернізацію існуючих потужностей підприємства та створення нових, з метою будівництва та обслуговування торговельного флоту компанії.
В січні 2017 року у рамках співробітництва з Європейським інвестиційним банком було завершено перший етап модернізації виробничих потужностей підприємства, зокрема, будівництво нового цеху металообробки та складу металу з ділянкою очистки та ґрунтовки металу із загальним обсягом одночасного зберігання металопрокату 10 000 тонн.
14 листопада 2017 року на суднобудівному заводі компанії введено в експлуатацію новий збірно-секційний цех для будівництва суден, зведений у рамках масштабної реконструкції підприємства та за підтримки Європейського інвестиційного банку. Збірно-секційний цех оснащено чотирма мостовими радіокерованими кранами вантажопідйомністю по 10 т кожний та сучасним зварювальним обладнанням. Таким чином, тільки новий цех завдяки своїм потужностями виготовлятиме близько 4000 т металоконструкцій на рік.
18 травня 2019 року було спущене на воду перший самохідний перевантажувач проекту П-140 Nibulon Max. Це перше судно таких розмірів, яке будується на заводі «НІБУЛОН», і найдовше кранове судно класу «ріка-море» за останні 25 років, побудоване в України. Добудування судна, монтаж надбудови, кранового обладнання та механизмів буде виконуватися на плаву, щоб звільнити стапельний майданчик для наступних суден.
В червні 2019 року розпочалася порізка металу для виготовлення секцій несамохідних суден-майданчиків відкритого типу пр. В1500, головне призначення яких — перевезення контейнерів, генеральних і навалювальних вантажів, у тому числі піску, гравію, пакетованих вантажів, лісу і лісоматеріалів тощо. Загалом виробничою програмою передбачено будівництво чотирьох суден пр. В1500, які будуть спущені на воду до кінця 2019 року.
20 вересня 2019 року на заводі відбулося відкриття Міжнародної виставки «Суднобудування-2019». Під час урочистої церемонії введено до експлуатації судно-перевантажувач пр. П140 NIBULON MAX та відбулося офіційне закладення портового буксира-кантувальника пр. Т410 й несамохідного судна пр. В1500.
Усі роботи, що виконуються на суднобудівно-судноремонтному заводі «НІБУЛОН», відповідають вимогам та здійснюються під наглядом Регістра судноплавства України.
У травні 2020 року «Бюро Верітас Сертифікейшн Україна» успішно сертифікувала Інтегровану систему менеджменту (ІСМ) підприємства на відповідність суворим вимогам міжнародних та національних стандартів у сфері менеджменту якості (ISO 9001:2015 та ДСТУ ISO 9001:2015), екологічного менеджменту (ISO 14001:2015 та ДСТУ ISO 14001:2015) та менеджменту гігієни і безпеки праці (ISO 45001:2018). У 2021 році підприємство успішно пройшло перший наглядовий аудит Інтегрованої системи менеджменту.
1 липня 2021 року на базі структурного підрозділу суднобудівно-судноремонтного заводу «НІБУЛОН» створено нове підприємство з організаційно-правовою формою Товариство з обмеженою відповідальністю «Суднобудівно-судноремонтний завод «НІБУЛОН».
У листопаді 2021 року ТОВ «Суднобудівно-судноремонтний завод «НІБУЛОН» та французька компанія ОСЕА підписали договір щодо будівництва 5-ти швидкісних патрульних прикордонних катерів типу OCEA FPB 98 MKI у рамках реалізації урядового проєкту щодо посилення системи морської безпеки та охорони кордону України.
Початок робіт був запланований на лютий 2022 року. У зв’язку з повномасштабним російським вторгненням на територію України партнерам довелося шукати альтернативне рішення, щоб продовжити виконання угоди. Сторони домовилися перенести виробництво у Францію з обов’язковим залученням української сторони. Суднобудівники заводу «НІБУЛОН» здійснюють виконання міжурядової угоди на потужностях суднобудівної компанії ОСЕА.

### Назви заводу
- 1886 — База майстерень Миколаївського морського торговельного порту;
- 1938 — Судноремонтний завод Управління «Чорномортехфлот»;
- 1941 — «Мала південна верф»;
- 1959 — «Чорноморський ремонтно-механічний завод»;
- 1981 — «Чорноморський судно-механічний завод»;
- 2000 — Суднобудівний завод «Лиман»;
- 2012 — Суднобудівно-судноремонтний завод «НІБУЛОН».
- 2021 — ТОВ «Суднобудівно-судноремонтний завод «НІБУЛОН»

## Продукція підприємства
Підприємство будує наступні типи суден:
- буксири проєкту POSS-115[14]
- буксири проєкту 121[15]
- буксири проєкту 121М (модернізований)[16]
- багатоцільові морські буксири проєкту Т3500[17]
- портові буксири-штовхачі проєкту Т410[18][19]
- несамохідні судна проєкту NBL-91[20]
- несамохідні судна-майданчики відкритого типу проєкту В1500[21]
- несамохідні судна проєкту В2000[22][23]
- несамохідні судна проєкту В5000[24]
- несамохідні судна проєкту В5000М (модернізований)[25]
- самохідне днопоглиблювальне судно проєкту СДС-15[26]
- несамохідні плавучі крани[27]
- самохідний перевантажувач проєкту П-140[28]

## Нагороди
- ССЗ «НІБУЛОН» визнавався першим серед суднобудівних верфей країни за результатами рейтингу Асоціації суднобудівників України «Укрсудпром»[29].

## Матеріали
- Суднобудівний завод «Нібулон» сьогодні. shipbuilding.mk.ua. Миколаїв місто корабелів. 5 вересня 2019. Архів оригіналу за 5 вересня 2019. Процитовано 5 вересня 2019.